# Pacific Blue Airlines
La Pacific Blue Airlines è stata una compagnia aerea neozelandese, sussidiaria della compagnia australiana Virgin Blue, confluita nel dicembre 2011 nella Virgin Australia. L'hub era l'aeroporto Internazionale di Christchurch ed operava le tratte fra Nuova Zelanda ed Australia, nonché con le isole del Pacifico. Ha operato anche delle rotte per conto della Virgin Samoa, la sussidiaria samoana di Virgin Australia, precedentemente chiamata Polynesian Blue.

## Storia
La Pacific Blue fu fondata nel 2003 ed iniziò le operazioni nel gennaio 2004 con la tratta fra Christchurch e Brisbane.
La compagnia effettuò anche voli tra Brisbane/Melbourne e le Figi dal settembre 2004 e con Vanuatu sempre da Melbourne. L'11 gennaio dello stesso anno furono annunciati i voli fra Sydney e Rarotonga, nelle isole Cook.
Il 2005 fu un altro anno di espansioni: in particolare iniziarono i collegamenti fra Auckland e Brisbane e Gold Coast, così come anche quelli fra Sydney/Auckland e Tonga. Inoltre Rarotonga fu collegata anche con l'aeroporto di Auckland.
Il 23 agosto 2007 fu annunciato che la compagnia avrebbe operato anche rotte nazionali in Nuova Zelanda da novembre dello stesso anno: inizialmente le rotte operate furono la Auckland←→Wellington, la Auckland←→Christchurch e la Wellington←→Christchurch, tutte dal 15 novembre.
Nel 2008 fu invece la volta della connessione da Brisbane a Port Moresby, in Papua Nuova Guinea.
Nel 2009 la Pacific Blue cominciò ad operare voli fra Hamilton e Sydney/Brisbane e fra Queenstown e Sydney.
Il 2010 vide la conferma della Pacific Blue all'aeroporto di Wellington, con l'inaugurazione di una nuova lounge.
Nel 2011 iniziò il servizio fra Dunedin e Sydney/Melbourne. Il 7 dicembre vide la fusione di V Australia e Pacific Blue nella odierna Virgin Australia.

## Flotta

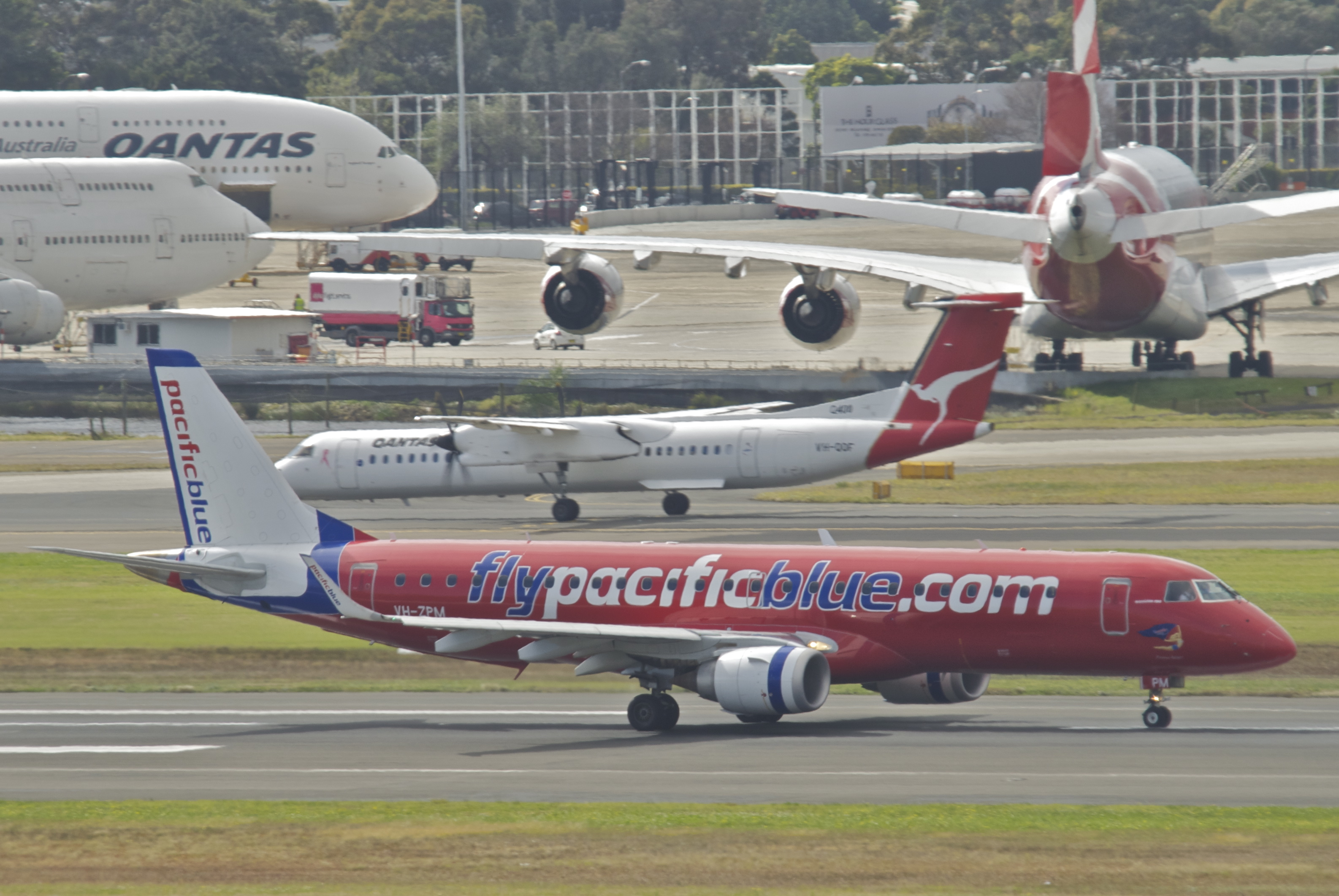
L'Embraer 190 con marche VH-ZPM all'aeroporto di Sydney.

La flotta della Pacific Blue Airlines era costituita da 10 Boeing 737-800 Next Generation e 2 Embraer 190.